# Socjalizm rynkowy
Socjalizm rynkowy – system gospodarczy, który zakłada społeczną własność środków produkcji funkcjonującą w ramach mechanizmów gospodarki rynkowej. W zależności od modelu własność społeczna może przyjmować formę przedsiębiorstw spółdzielczych, własności państwowej lub mieszanych form obejmujących również sektor prywatny. W przeciwieństwie do tradycyjnych ⁣planowych gospodarek socjalistycznych, socjalizm rynkowy opiera się na mechanizmach podaży i popytu w procesie alokacji zasobów kapitałowych i środków produkcji.
Cechą charakterystyczną socjalizmu rynkowego jest dążenie do wykorzystania rynkowej sygnalizacji cenowej przy jednoczesnym odejściu od prywatnej własności kapitału produkcyjnego. W zależności od formy organizacyjnej (np. spółdzielnie pracownicze lub przedsiębiorstwa państwowe), zyski mogą być redystrybuowane do pracowników, społeczeństwa jako całości lub wypłacane w formie dywidendy społecznej.
Model ten różni się od gospodarki mieszanej przede wszystkim tym, że większość jego modeli zakłada w pełni samoregulujące się systemy, podczas gdy gospodarka mieszana jest modelem częściowo regulowanym. Socjaldemokracja stara się osiągnąć większą stabilność i równość gospodarczą przez narzędzia takie jak podatki, dotacje czy programy socjalne, natomiast socjalizm rynkowy dąży do podobnych celów poprzez zmianę struktury własności i zarządzania przedsiębiorstwami.
Choć termin „socjalizm rynkowy” pojawił się dopiero w latach 20. XX wieku w trakcie debaty o rachunku socjalistycznym, już wcześniej niektórzy socjaliści, w tym ekonomiści z nurtu ricardiańskiego i filozofowie mutualizmu, postrzegali socjalizm jako naturalną ewolucję zasad klasycznej ekonomii i proponowali tworzenie spółdzielni działających na wolnym rynku. Celem było wyeliminowanie wyzysku przez umożliwienie pracownikom pełnego korzystania z efektów ich pracy oraz likwidacja negatywnych skutków koncentracji własności i bogactwa w rękach wąskiej grupy prywatnych właścicieli.
Model Langego, często uznawany za przykład socjalizmu rynkowego, opiera się na planowaniu symulującym mechanizmy rynkowe – centralna rada planowania decyduje o inwestycjach i dobrach kapitałowych, imitując transakcje na rynku czynników produkcji, podczas gdy rynki decydują o podziale pracy i dóbr konsumpcyjnych. Ten system powstał jako odpowiedź na przekonanie ekonomistów socjalistycznych, że gospodarka socjalistyczna nie może opierać się na kalkulacjach w naturalnych jednostkach ani na rozwiązywaniu równań simultanicznych dla koordynacji działań ekonomicznych.
W praktyce realne próby wprowadzenia gospodarek socjalizmu rynkowego wdrożyły jedynie niektóre z przewidywanych rozwiązań. Mimo to termin ten bywa stosowany do opisania efektów różnych reform liberalizacyjnych w bloku wschodnim, takich jak węgierski Nowy Mechanizm Gospodarczy, gospodarka Jugosławii, Perestrojka, chińskie reformy gospodarcze oraz Nowa Polityka Ekonomiczna Włodzimierza Lenina.

## Historia teorii

### Ekonomia klasyczna
Podstawą teoretyczną socjalizmu rynkowego jest odrzucenie wyzysku wartości dodatkowej charakterystycznego dla innych systemów produkcji. Zwolennicy socjalizmu z rynkiem w roli głównej, tacy jak socjaliści ricardiańscy czy ekonomiści anarchistyczni, popierali wolny rynek połączony z publiczną lub wzajemną własnością środków produkcji.
Do pionierów wczesnego socjalizmu rynkowego zalicza się zarówno ekonomistów socjalistów ricardiańskich, klasycznego liberała Johna Stuarta Milla, jak i anarchistę Pierre-Josepha Proudhona. Ich modele zakładały doskonalenie mechanizmów rynkowych i systemu wolnych cen przez usunięcie zniekształceń spowodowanych wyzyskiem, prywatną własnością oraz alienacją pracy.
Ten nurt bywa nazywany socjalizmem wolnorynkowym, ponieważ nie przewiduje roli planistów centralnych.

#### John Stuart Mill

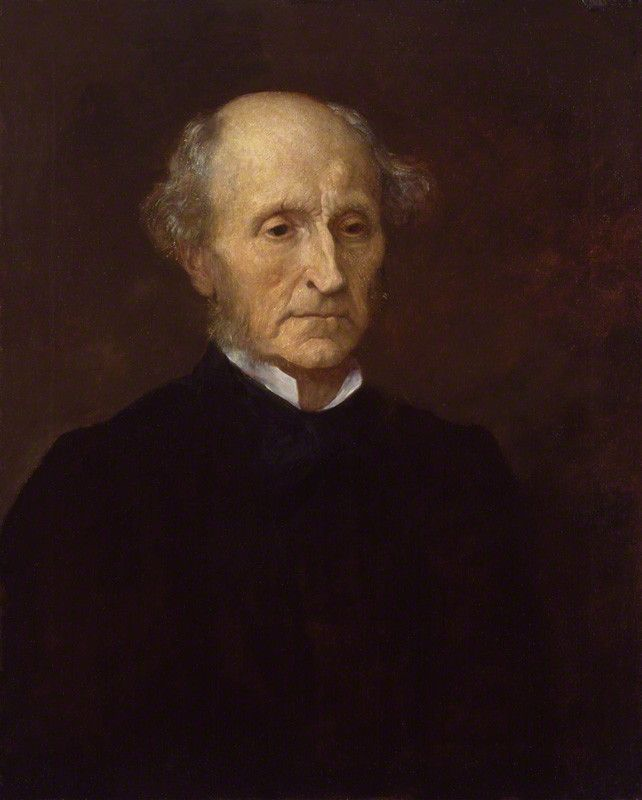
Początkowo John Stuart Mill był zwolennikiem kapitalistycznych wolnych rynków, jednak z czasem przyjął bardziej socjalistyczne poglądy

John Stuart Mill początkowo opowiadał się za kapitalistyczną gospodarką wolnorynkową, jednak z czasem przyjął bardziej socjalistyczne poglądy. W kolejnych wydaniach Zasad ekonomii politycznej rozwijał argumenty przemawiające za socjalistycznym podejściem i wspierał wybrane elementy myśli socjalistycznej. Proponował m.in. radykalną reformę – zniesienie systemu płacowego na rzecz systemu spółdzielczego wynagrodzenia. Pomimo ewolucji swoich poglądów, część jego stanowisk, takich jak poparcie dla podatku liniowego, utrzymała się. Z czasem jednak Mill doprecyzował swoje stanowisko, opowiadając się za ograniczeniami dochodów niezarobionych (np. z dziedziczenia lub renty), przy jednoczesnym sprzeciwie wobec ograniczania dochodów zarobionych.
Zasady ekonomii politycznej, opublikowane w 1848, stały się jedną z najważniejszych i najczęściej czytanych książek ekonomicznych XIX wieku. Podobnie jak Badania nad naturą i przyczynami bogactwa narodów Adama Smitha, dzieło Milla przez dekady pełniło funkcję podstawowego podręcznika, aż do 1919, kiedy zostało zastąpione przez Zasady ekonomii Alfreda Marshalla.
W późniejszych wydaniach Mill podkreślał, że „z punktu widzenia teorii ekonomicznej nic nie stoi na przeszkodzie, by gospodarka opierała się na polityce socjalistycznej”

Mill opowiadał się również za przekształceniem kapitalistycznych przedsiębiorstw w spółdzielnie pracownicze, pisząc: 

Forma stowarzyszenia, która – jeśli ludzkość będzie nadal się rozwijać – ostatecznie powinna przeważyć, nie polega na relacji między kapitalistą jako zwierzchnikiem a robotnikami pozbawionymi głosu w zarządzaniu, lecz na stowarzyszeniu samych pracowników na zasadach równości, wspólnie posiadających kapitał, za pomocą którego prowadzą swoją działalność, i pracujących pod kierownictwem menedżerów wybieranych i odwoływanych przez nich samych.

W późniejszym okresie życia Mill opowiadał się za modelem gospodarki opartej na spółdzielniach pracowniczych działających na wolnym rynku, zamiast tradycyjnych relacji pracodawca-pracownik i płaca.

#### Mutualizm
Pierre-Joseph Proudhon stworzył teorię mutualizmu, która kwestionuje prawo własności, subsydia, korporacje, system bankowy i umowy najmu. Wyobrażał sobie zdecentralizowany rynek, na którym uczestnicy mają równą siłę, co likwiduje wyzysk płacowy. Zwolennicy mutualizmu wierzą, że spółdzielnie, kasy kredytowe i inne formy własności pracowniczej mogą funkcjonować niezależnie od państwa. Termin socjalizm rynkowy bywa również stosowany do niektórych prac indywidualistycznych anarchistów, którzy twierdzą, że wolny rynek wspiera pracowników i osłabia kapitalistów.
Indywidualistyczny anarchizm w USA
Amerykańska badaczka anarchizmu, Eunice Minette Schuster, wskazuje, że idee anarchizmu proudhonowskiego pojawiły się w Stanach Zjednoczonych już w 1848, choć początkowo nie były świadomie powiązane z indywidualistycznym anarchizmem reprezentowanym przez Josiaha Warrena i Stephena Pearla Andrewsa. William B. Greene zaprezentował koncepcję mutualizmu w duchu Proudhona w najbardziej spójnej i systematycznej formie. Josiah Warren, uważany za pierwszego amerykańskiego anarchistę, w 1833 redagował tygodnik „The Peaceful Revolutionist”, uznawany za pierwsze czasopismo anarchistyczne w historii. Warren samodzielnie skonstruował prasę drukarską, czcionki oraz matryce używane do jego publikacji.
Warren, uczeń Roberta Owena, dołączył do jego eksperymentalnej społeczności w New Harmony (Indiana). Sformułował koncepcję „koszt jako granica ceny”, w której koszt oznaczał nakład pracy niezbędny do wytworzenia danego dobra, a nie jego cenę pieniężną. Proponował system wynagradzania oparty na certyfikatach odzwierciedlających liczbę przepracowanych godzin, które można było wymieniać na towary wymagające równoważnej ilości pracy. Ideę tę zrealizował w praktyce, zakładając Cincinnati Time Store – eksperymentalny sklep, w którym handel odbywał się za pomocą not opartych na zobowiązaniu do wykonania pracy. Sklep funkcjonował przez trzy lata, po czym Warren skoncentrował się na zakładaniu mutualistycznych kolonii, takich jak Utopia i Modern Times. Uważał, że najlepiej jego poglądy teoretyczne oddaje dzieło Stephena Pearla Andrewsa The Science of Society z 1852.
Benjamin Tucker, łącząc idee Warrena i Pierre’a-Josepha Proudhona, propagował je na łamach pisma „Liberty”, określając ten nurt mianem „anarchistycznego socjalizmu”. Według Tuckera problemem społecznym było istnienie uprzywilejowanej klasy, która osiąga zyski bez konieczności pracy, czerpiąc dochody z innych źródeł niż własna aktywność zawodowa. W jego ujęciu zniesienie tych przywilejów prowadziłoby do społeczeństwa złożonego wyłącznie z pracujących jednostek, wymieniających się wzajemnie efektami swojej pracy. Głównym celem anarchistycznego socjalizmu było zniesienie lichwy oraz odebranie kapitałowi możliwości generowania zysku. Amerykańscy indywidualistyczni anarchiści, tacy jak Tucker, identyfikowali się jako socjaliści rynkowi w sferze ekonomicznej i indywidualiści w sferze politycznej. Uważali oni, że ich wersja anarchizmu – określana jako indywidualistyczny anarchizm – była zgodna z zasadami manchesteryzmu. Współczesną kontynuacją tych idei jest nurt lewicowego anarchizmu rynkowego, który odwołuje się do tradycji socjalizmu rynkowego.

### Ekonomia neoklasyczna

#### Początek XX wieku

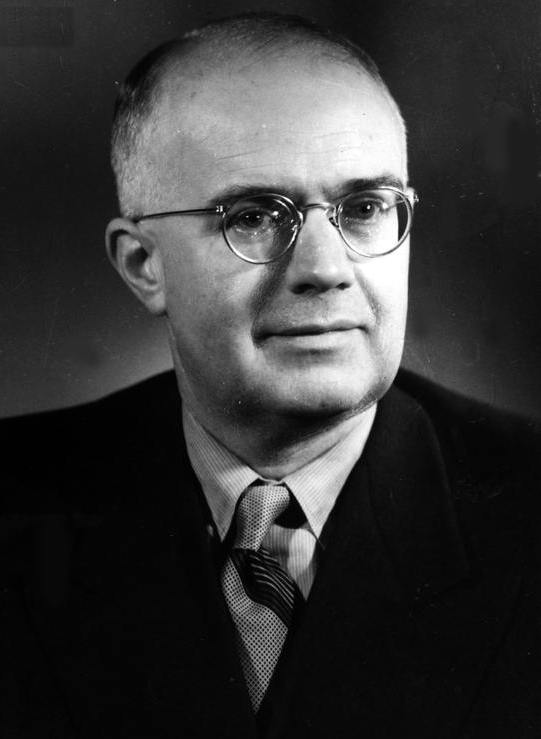
Polski ekonomista Oskar Lange uznawany jest za jednego z teoretyków socjalizmu rynkowego

Na początku XX wieku teoria neoklasyczna stworzyła fundamenty dla bardziej złożonych modeli socjalizmu rynkowego. Wczesne neoklasyczne propozycje zakładały istnienie centralnej rady planowania (CRP), która ustalałaby ceny na poziomie kosztu krańcowego, by osiągnąć efektywność Pareto. Choć te modele nie opierały się na tradycyjnych rynkach, nazywano je socjalizmem rynkowym ze względu na zastosowanie cen i kalkulacji finansowej. Inne warianty zakładały, że społeczne przedsiębiorstwa lub spółdzielnie funkcjonują na wolnym rynku, kierując się rentownością. Współczesne modele amerykańskich ekonomistów neoklasycznych zakładają, że własność środków produkcji realizowana jest poprzez publiczne posiadanie udziałów i społeczną kontrolę inwestycji.
Pierwsze neoklasyczne modele socjalizmu stworzyli Léon Walras, Enrico Barone (1908) oraz Oskar Lange (około 1936). Lange wraz z Fredem M. Taylorem (1929) zaproponowali, by CRP ustalała ceny metodą prób i błędów, dostosowując je w odpowiedzi na niedobory i nadwyżki zamiast polegać na mechanizmie wolnego rynku. W sytuacji niedoboru ceny rosły, co skłaniało firmy do zwiększenia produkcji i eliminowania braków. Gdy pojawiała się nadwyżka, ceny spadały, zachęcając do ograniczenia produkcji. W ten sposób symulowano mechanizm rynkowy, który Lange uważał za skuteczne narzędzie regulacji podaży i popytu.
Model Langego, choć często określany mianem socjalizmu rynkowego, lepiej opisać jako symulację rynku, gdyż nie istniały rynki czynników produkcji dla dóbr kapitałowych. Jego celem było zastąpienie rynków nierynkowym systemem alokacji zasobów.
H. D. Dickinson zaproponował matematyczne podejście do socjalizmu rynkowego w artykułach Price Formation in a Socialist Community (1933) i The Problems of a Socialist Economy (1934). Zakładał, że centralna agencja planowania dysponuje statystykami gospodarczymi i potrafi nimi sterować, modelując gospodarkę jako system równań. Rozwiązania tych równań miały posłużyć do ustalania cen na poziomie kosztu krańcowego i kierowania produkcją. Jednak Friedrich Hayek (1935) krytykował pomysł symulowania rynku za pomocą równań, a H. D. Dickinson (1939) poparł podejście Lange-Taylora, opierające się na próbach i błędach.

#### Późny XX i wczesny XXI wiek
Ekonomiści z byłej Jugosławii, w tym czeski Jaroslav Vaněk i chorwacki Branko Horvat, promowali model socjalizmu rynkowego nazwany modelem iliryjskim. Zakładał on społeczną własność firm przez ich pracowników oraz organizację wokół samorządności pracowniczej, a przedsiębiorstwa konkurowały ze sobą na otwartych i wolnych rynkach.
W drugiej połowie XX wieku amerykańscy ekonomiści opracowali takie modele jak „socjalizm kuponowy” (analizowany przez ekonomistę marksistowskiego Johna Roemera) oraz „demokrację ekonomiczną” (filozof David Schweickart).
Pranab Bardhan i John Roemer zaproponowali model socjalizmu rynkowego oparty na rynku akcji, w którym udziały kapitałowe byłyby równomiernie rozdzielane między obywateli. W takim systemie eliminowano by obrót akcjami prowadzący do koncentracji własności kapitału, co zapobiegałoby jego nierównej dystrybucji. Propozycja Bardhana i Roemera spełniała podstawowe założenia socjalizmu – pracownicy posiadaliby wszystkie czynniki produkcji, a nie jedynie swoją pracę – oraz zasady gospodarki rynkowej, w której ceny pełnią rolę mechanizmu efektywnej alokacji zasobów. Nowozelandzki ekonomista Steven O’Donnell rozwinął ten model, uwzględniając w nim działalność przedsiębiorczą w ujęciu ogólnej równowagi. W 2003 zaprezentował koncepcję mogącą stanowić wzorzec dla gospodarek w okresie transformacji. Jego wyniki sugerują, że choć modele socjalizmu rynkowego są z natury niestabilne w dłuższej perspektywie, mogą w krótkim okresie zapewnić niezbędną infrastrukturę ekonomiczną do skutecznego przejścia od gospodarki planowej do rynkowej.
Na początku XXI wieku marksistowski ekonomista Richard D. Wolff zaproponował mikrofundamentalne podejście do marksizmu, koncentrując się na wewnętrznej strukturze przedsiębiorstw. Jego głównym postulatem była potrzeba przekształcenia tradycyjnych, hierarchicznych firm kapitalistycznych w organizacje, w których kluczowe decyzje – dotyczące tego, co, jak i gdzie produkować oraz jak rozdysponować wytworzony produkt – podejmowane są demokratycznie, według zasady „jeden pracownik – jeden głos”. Wolff nazwał tego rodzaju podmioty „przedsiębiorstwami kierowanymi przez pracowników” (WSDE, z ang. worker self-directed enterprises). Kwestie dotyczące wzajemnych relacji między tymi firmami oraz ich interakcji z konsumentami pozostawił do rozstrzygnięcia w ramach demokratycznych decyzji społecznych, które mogą przybrać formę rynku, planowania lub ich kombinacji.
Zwolennicy socjalizmu rynkowego, jak Jaroslav Vaněk, twierdzą, że prawdziwie wolne rynki są niemożliwe przy prywatnej własności środków produkcji. Według niego, różnice klasowe i nierówności w dochodach oraz władzy, wynikające z własności prywatnej, umożliwiają dominującej klasie manipulowanie rynkiem na swoją korzyść, czy to przez monopol i władzę rynkową, czy wykorzystywanie bogactwa do wpływania na politykę rządu sprzyjającą ich interesom. Dodatkowo Vaněk uważa, że pracownicy w gospodarce socjalistycznej opartej na spółdzielniach i samorządności mają silniejszą motywację do maksymalizacji produktywności, ponieważ oprócz stałej pensji otrzymują udział w zyskach przedsiębiorstwa proporcjonalny do jego wyników. Takie silniejsze bodźce mogłyby być osiągnięte również w gospodarce rynkowej, gdyby spółki pracownicze były normą, co przewidywali myśliciele tacy jak Louis O. Kelso czy James S. Albus.
Giacomo Corneo, profesor finansów publicznych i polityki społecznej na Wolnym Uniwersytecie Berlińskim, opowiada się za „zaktualizowaną wersją socjalizmu rynkowego”, w której duże przedsiębiorstwa byłyby własnością publiczną (choć nie przekraczającą 51% udziałów), co pozwoliłoby rządowi na wypłatę dywidendy społecznej, podczas gdy pozostałe firmy pozostawałyby własnością prywatną i podlegały regulacjom chroniącym pracowników, konsumentów i środowisko.
Matt Bruenig promuje koncepcję socjalizmu rynkowego, którą określa mianem „socjalizmu funduszowego”. Model ten zakłada, że państwowe fundusze majątkowe nabywają udziały w prywatnych przedsiębiorstwach, co prowadzi do uspołecznienia ich własności i kontroli. Bruenig podkreśla, że jego propozycja jest zbliżona do rozwiązań przedstawianych przez Yanisa Varoufakisa, Rudolfa Meidnera oraz Johna Roemera.

### Ekonomia antyrównowagi
Inną formę socjalizmu rynkowego promowali krytycy planowania centralnego oraz ogólnie neoklasycznej teorii ogólnej równowagi. Do najbardziej znanych ekonomistów z tego nurtu należeli Alec Nove i János Kornai. Szczególnie w 1983 Nove zaproponował koncepcję, którą nazwał „realistycznym socjalizmem” („feasible socialism”) – gospodarkę mieszaną składającą się z przedsiębiorstw państwowych, autonomicznych firm publicznych, spółdzielni oraz drobnych prywatnych przedsiębiorstw działających na rynku, przy jednoczesnym uwzględnieniu roli makroekonomicznego planowania.

## W praktyce
W wielu krajach funkcjonowały różne formy socjalizmu rynkowego. Gospodarka Jugosławii była powszechnie uznawana za jego przykład – opierała się na przedsiębiorstwach będących własnością społeczną, samorządzie pracowniczym oraz alokacji kapitału za pośrednictwem mechanizmów rynkowych. Podobne elementy pojawiły się w Czechosłowacji podczas Praskiej Wiosny, kiedy rząd Aleksandra Dubčeka wprowadził reformy zakładające częściową liberalizację gospodarki.
Współczesny Wietnam określa swoją gospodarkę jako „socjalistyczną gospodarkę rynkową”. Kraj ten utrzymuje dominację państwa w sektorach strategicznych, przy jednoczesnym wspieraniu sektora spółdzielczego – szczególnie w rolnictwie i handlu detalicznym. Spółdzielnie korzystają tam z przywilejów i subsydiów niedostępnych dla prywatnych przedsiębiorstw.
Peter Drucker opisał amerykański system regulowanych funduszy emerytalnych, które dostarczają kapitał na rynki finansowe, jako formę „socjalizmu funduszy emerytalnych”. Z kolei William H. Simon uznał ten model za przykład socjalizmu rynkowego, choć z ograniczonym potencjałem w porównaniu z nadziejami jego zwolenników.
Niektóre reformy Raúla Castro na Kubie były interpretowane jako próba wprowadzenia elementów socjalizmu rynkowego. Podobnie gospodarka Libii za rządów Mu’ammara al-Kaddafiego, oparta na tzw. Trzeciej Teorii Międzynarodowej, wykazywała podobieństwa do jugosłowiańskiego modelu samorządowego.
Polityki inspirowane socjalizmem rynkowym, takie jak dywidenda społeczna czy dochód podstawowy, zostały częściowo wdrożone w oparciu o państwową własność zasobów naturalnych w Alasce (Alaska Permanent Fund) oraz Norwegii (Government Pension Fund of Norway).
Po okresie destabilizacji związanym z Rewolucją Kulturalną, Chiny rozpoczęły w 1978 szeroko zakrojone reformy, a w 1993 roku formalnie przyjęły model „socjalistycznej gospodarki rynkowej” jako fundament swojego systemu gospodarczego.

## Związek z ideologiami politycznymi

### Marksizm–Leninizm

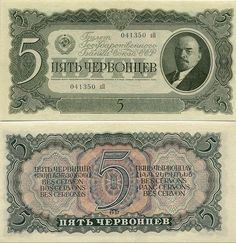
Pięć czerwońców było walutą wprowadzoną podczas reform Nowej Polityki Ekonomicznej w ZSRR, która nosiła cechy socjalizmu rynkowego.

Termin „socjalizm rynkowy” bywał niekiedy używany w odniesieniu do prób wprowadzania mechanizmów rynkowych w gospodarkach planowych typu sowieckiego. W tym ujęciu po raz pierwszy podjęto próbę realizacji socjalizmu rynkowego w Związku Radzieckim w latach 20. XX wieku w ramach Nowej Polityki Ekonomicznej (NEP), która została później zarzucona. W kolejnych dekadach elementy socjalizmu rynkowego pojawiły się w latach 70. i 80. w takich krajach jak Węgry (tzw. gulaszowy komunizm), Czechosłowacja (socjalizm z ludzką twarzą) oraz Jugosławia (titoizm). Współczesną gospodarkę Białorusi również niekiedy określa się mianem socjalizmu rynkowego. Związek Radziecki podjął kolejną próbę reform rynkowych w okresie pieriestrojki za rządów Michaiła Gorbaczowa. W jej późniejszym etapie rozważano już w najwyższych kręgach potrzebę przejścia do systemu socjalistycznego o rynkowej orientacji.
Historycznie systemy socjalizmu rynkowego dążyły do utrzymania państwowej własności strategicznych sektorów gospodarki, takich jak przemysł ciężki, energetyka czy infrastruktura, przy jednoczesnym wprowadzeniu zdecentralizowanego podejmowania decyzji i większej swobody działania dla lokalnych menedżerów w odpowiedzi na potrzeby rynku. Modele te dopuszczały istnienie własności prywatnej i przedsiębiorczości w sektorze usług oraz w innych mniej kluczowych obszarach gospodarki. Ceny dóbr konsumpcyjnych i produktów rolnych miały być kształtowane przez rynek, a rolnicy mogli sprzedawać część lub całość swojej produkcji na wolnym rynku, zatrzymując zyski jako zachętę do zwiększania efektywności i jakości produkcji.
Zarówno europejskie, jak i chińskie koncepcje reform gospodarki socjalistycznej zakładały, że „gospodarka rynkowa” nie musi być tożsama z gospodarką kapitalistyczną, podobnie jak gospodarka socjalistyczna nie musi przybierać wyłącznie formy centralnie planowanej. Pogląd ten znajduje oparcie w analizach Karola Marksa, który zauważał, że mechanizmy rynkowe istniały już w dawnych formacjach gospodarczych – od rzymskiej gospodarki opartej na niewolnictwie po rynki funkcjonujące w systemie feudalnym.

### Socjalizm o chińskiej specyfice
Termin „socjalizm rynkowy” bywa używany w odniesieniu do zreformowanych systemów gospodarczych w państwach marksistowsko-leninowskich, szczególnie w kontekście współczesnej gospodarki Chińskiej Republiki Ludowej, gdzie alokacja dóbr kapitałowych w sektorze państwowym i prywatnym opiera się na systemie wolnych cen. Jednak chińscy zwolennicy koncepcji „socjalistycznej gospodarki rynkowej” nie utożsamiają jej z socjalizmem rynkowym w sensie neoklasycznym, a wielu zachodnich ekonomistów i politologów kwestionuje, na ile model ten rzeczywiście mieści się w definicji socjalizmu rynkowego, często określając go raczej jako formę kapitalizmu państwowego.
Mimo zbieżności terminologicznej, socjalizm rynkowy znacząco różni się od modeli socjalistyczno-zorientowanej gospodarki rynkowej i socjalistycznej gospodarki rynkowej, praktykowanych odpowiednio w Chinach i Wietnamie. Oficjalnie systemy te reprezentują gospodarki rynkowe pozostające w długofalowym procesie przejścia do socjalizmu. Kluczowe różnice dotyczą m.in. roli prywatnych inwestycji w przedsiębiorstwach, braku systemu dywidendy społecznej lub dochodu podstawowego zapewniającego sprawiedliwy podział zysków publicznych, a także istnienia rynków finansowych – elementu charakterystycznego dla modelu chińskiego, lecz nieobecnego w klasycznej literaturze dotyczącej socjalizmu rynkowego.
Chińskie doświadczenie określane mianem „socjalizmem o chińskiej specyfice” często opisuje się jako socjalistyczną gospodarkę rynkową, w której strategiczne sektory pozostają pod kontrolą państwa, natomiast znacząca część działalności gospodarczej – zarówno państwowej, jak i prywatnej – opiera się na zasadach rynkowych. Obejmuje to funkcjonowanie giełdy papierów wartościowych oraz stosowanie pośrednich, makroekonomicznych instrumentów (takich jak polityka fiskalna, monetarna czy przemysłowa), które oddziałują na gospodarkę w sposób podobny do mechanizmów znanych z gospodarek kapitalistycznych. Rynek odgrywa zasadniczą rolę w koordynacji większości aktywności gospodarczej, natomiast planowanie ogranicza się do poziomu makroekonomicznego, nie ingerując bezpośrednio w decyzje operacyjne podejmowane przez przedsiębiorstwa. W tym modelu istotną rolę odgrywają również prywatne przedsiębiorstwa nastawione na zysk, działające głównie w sektorze dóbr konsumpcyjnych i usług.
W chińskim systemie planowanie nakazowe, oparte niegdyś na obowiązkowych normach produkcji, zostało w znacznej mierze zastąpione mechanizmami rynkowymi – zarówno w sektorze publicznym, jak i prywatnym – przy czym rząd nadal prowadzi planowanie wskazujące wobec największych przedsiębiorstw państwowych. W porównaniu do sowieckiego modelu gospodarki planowej, chińska wersja socjalistycznej gospodarki rynkowej opiera się na korporatyzacji instytucji państwowych, przekształcając je w spółki akcyjne. W 2008 funkcjonowało 150 przedsiębiorstw państwowych podporządkowanych bezpośrednio rządowi centralnemu. Firmy te zostały poddane reformom i zyskały większą elastyczność, stając się ważnym źródłem dochodów państwa, co przyczyniło się do ożywienia gospodarczego w 2009, po globalnym kryzysie finansowym.
Model ten jest broniony z perspektywy marksistowsko-leninowskiej, zgodnie z którą planowa gospodarka socjalistyczna może powstać dopiero po wcześniejszym rozwoju podstaw socjalizmu – przez etap gospodarki rynkowej i wymiany towarowej. Zwolennicy tego podejścia argumentują, że system gospodarczy byłego Związku Radzieckiego oraz jego państw satelickich próbował przejść z gospodarki naturalnej bezpośrednio do centralnie planowanej, pomijając etap rozwoju mechanizmów rynkowych, niezbędnych dla dojrzewania warunków socjalizmu.

### Socjaldemokracja i socjalizm demokratyczny
Niektórzy socjaldemokraci i socjaliści demokratyczni opowiadają się za różnymi formami socjalizmu rynkowego, z których część opiera się na samorządności pracowniczej. Inni z kolei postulują gospodarkę uczestniczącą, lecz niemarketową, opartą na zdecentralizowanym planowaniu ekonomicznym.

### Anarchizm

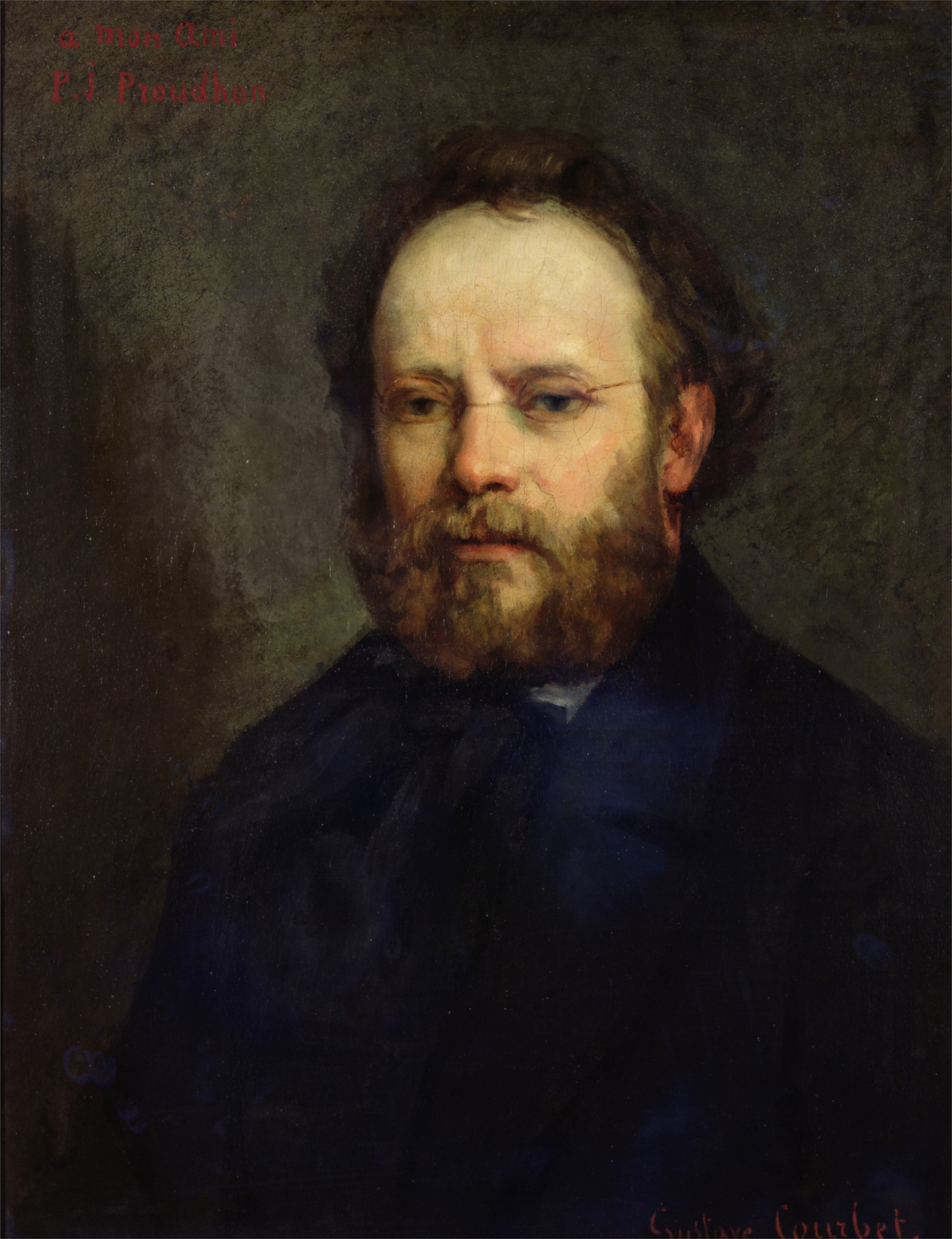
Pierre-Joseph Proudhon był twórcą koncepcji mutualizmu i wywarł wpływ na wielu późniejszych myślicieli anarchoindywidualistycznych i anarchistów społecznych.

Francuski filozof Pierre-Joseph Proudhon był pierwszą osobą, która nazwała siebie anarchistą i jest uważany za jednego z najważniejszych teoretyków tego nurtu. Wielu uważa go za „ojca anarchizmu”. Po rewolucji francuskiej w 1848 Proudhon został członkiem francuskiego parlamentu, gdzie określał siebie jako federalista. Jego najsłynniejsze stwierdzenie „Własność to kradzież!” pochodzi z jego pierwszej ważnej pracy Co to jest własność?, wydanej w 1840. Książka zwróciła uwagę władz francuskich oraz Karola Marksa, który nawiązał z Proudhonem korespondencję. Obaj wzajemnie się inspirowali i spotkali się w Paryżu podczas wygnania Marksa. Przyjaźń ta zakończyła się, gdy Marks odpowiedział na Filozofię nędzy Proudhona prowokacyjnie zatytułowanym Nędza filozofii. Konflikt ten przyczynił się do rozłamu między anarchistycznym a marksistowskim skrzydłem Międzynarodowego Stowarzyszenia Robotników.
Mutualizm to anarchistyczna szkoła myśli oraz teoria ekonomiczna socjalizmu rynkowego, postulująca społeczeństwo, w którym każda osoba posiada środki produkcji – indywidualnie lub kolektywnie – a handel opiera się na wymianie równoważnych ilości pracy na wolnym rynku. Kluczowym elementem jest ustanowienie banku wzajemnego kredytu, który udzielałby producentom pożyczek z minimalnym oprocentowaniem, wystarczającym jedynie na pokrycie kosztów administracyjnych. Mutualizm opiera się na laborystycznej teorii wartości, według której praca lub jej produkt powinny być wymieniane na dobra lub usługi zawierające „ilość pracy potrzebnej do wyprodukowania przedmiotu o dokładnie takiej samej użyteczności”.
Mutualizm wywodzi się z pism Proudhona. Mutualiści sprzeciwiają się czerpaniu dochodu z pożyczek, inwestycji czy czynszu, argumentując, że tego rodzaju dochód nie wynika z pracy. Choć Proudhon był przeciwnikiem takich form zarobkowania, zaznaczał, że nigdy nie zamierzał „zakazywać ani tłumić, dekretem suwerennym, czynszu gruntowego i odsetek od kapitału. Uważam, że wszystkie te formy działalności ludzkiej powinny pozostać wolne i dobrowolne dla wszystkich: nie żądam dla nich żadnych zmian, ograniczeń ani zakazów, poza tymi, które wynikają naturalnie i koniecznie z uniwersalizacji zasady wzajemności, którą proponuję”. Mutualiści popierają istnienie rynków – zarówno naturalnych, jak i sztucznie tworzonych – oraz prawo do własności owoców pracy, o ile zapewnia ono pracownikowi pełny udział w wytworzonym produkcie. Jednocześnie postulują warunkowe tytuły własności ziemi, której posiadanie jest uzasadnione jedynie tak długo, jak długo jest użytkowana lub zajmowana (Proudhon określał to jako „posiadanie”), opowiadając się za własnością osobistą w przeciwieństwie do własności prywatnej. Część indywidualistycznych anarchistów, jak Benjamin Tucker, zaczęła jednak utożsamiać „posiadanie” z własnością prywatną.
Josiah Warren uważany jest za pierwszego amerykańskiego anarchistę, a jego czterostronicowy tygodnik „The Peaceful Revolutionist” z 1833 był pierwszym anarchistycznym periodykiem wydawanym w USA. Według amerykańskiej historyczki anarchizmu Eunice Minette Schuster: „[w]idoczne jest, że anarchizm proudhoniański był obecny w Stanach Zjednoczonych przynajmniej od 1848, choć nie był świadomy swej bliskości z indywidualistycznym anarchizmem Josiaha Warrena i Stephena Pearla Andrewsa. [...] William B. Greene przedstawił mutualizm proudhoniański w jego najczystszej i najbardziej systematycznej formie”. Późniejszy amerykański indywidualistyczny anarchista Benjamin Tucker sprzeciwiał się zarówno państwu, jak i kapitalizmowi, postrzegając je jako źródła ucisku i wyzysku. Choć nie negował wartości rynku ani własności, zdecydowanie krytykował kapitalizm jako system uprzywilejowujący właścicieli środków produkcji dzięki monopolowi wspieranemu przez państwo. Twierdził, że „klasy pracujące są pozbawiane swoich zarobków przez lichwę w trzech formach: odsetek, czynszu i zysku”. Według niego „Wolność zlikwiduje odsetki, zysk, monopolistyczny czynsz, podatki oraz wyzysk pracy, a także wszelkie środki, które pozwalają pracownikowi być pozbawionym owocu swojej pracy”. Tego rodzaju podejście jednoznacznie sytuowało go w nurcie socjalizmu wolnościowego – sam określał swoją filozofię jako „anarchistyczny socjalizm”.
Francuski indywidualistyczny anarchista Émile Armand zdecydowanie sprzeciwiał się kapitalizmowi i scentralizowanym formom gospodarki, podkreślając, że dla indywidualistycznego anarchisty „gospodarka kapitalistyczna i gospodarka nakazowa, spekulanci i twórcy jednolitych systemów są równie odrażający”. Popierał pluralizm ekonomiczny, mówiąc: „Tu i tam dzieje się wszystko – tu każdy otrzymuje to, czego potrzebuje, tam każdy dostaje to, co jest potrzebne według jego zdolności. Tutaj darowizna i wymiana – produkt za produkt; tam wymiana – produkt za wartość reprezentatywną. Tu producent jest właścicielem produktu, tam produkt trafia do wspólnoty”. Z kolei hiszpański indywidualistyczny anarchista Miguel Giménez Igualada uważał, że „kapitalizm jest skutkiem istnienia państwa; zniknięcie państwa oznacza upadek kapitalizmu. [...] To, co nazywamy kapitalizmem, jest niczym innym jak produktem państwa, w którym jedynym motywem jest zysk, dobry lub źle zdobyty. Dlatego walka z kapitalizmem jest bezcelowa, gdyż czy to kapitalizm państwowy, czy przedsiębiorczy, tak długo jak istnieje państwo, wyzysk kapitału będzie istniał. Walka świadomościowa jest więc skierowana przeciw państwu”. Odnosząc się do podziałów klasowych i technokracji, pisał: „Kiedy nikt już nie pracuje na rzecz drugiego, znika pasożyt żerujący na cudzym bogactwie – podobnie jak zniknie rząd, gdy ludzie przestaną słuchać tych, którzy nauczyli się kilku rzeczy na uniwersytetach i z tego powodu roszczą sobie prawo do rządzenia innymi. Wielkie przedsiębiorstwa przemysłowe zostaną przekształcone przez ludzi w wielkie stowarzyszenia, gdzie każdy będzie pracował i czerpał korzyści z owoców własnej pracy. To właśnie takie proste, a zarazem piękne problemy są przedmiotem zainteresowania anarchizmu – i ten, kto je wciela w życie i nimi żyje, jest anarchistą. [...] Najważniejszym celem, do którego anarchista powinien nieustannie dążyć, jest świat, w którym nikt nie wykorzystuje drugiego człowieka – bo tylko brak wyzysku doprowadzi do ograniczenia własności do tego, co rzeczywiście potrzebne jednostce”.
Lewicowy anarchizm rynkowy to forma indywidualistycznego anarchizmu, lewicowego libertarianizmu i socjalizmu wolnościowego, związana z myślicielami takimi jak Kevin Carson, Roderick T. Long, Charles W. Johnson, Brad Spangler, Samuel Edward Konkin III, Sheldon Richman, Chris Matthew Sciabarra i Gary Chartier, którzy podkreślają znaczenie radykalnie wolnych rynków – nazywanych „wolnymi rynkami” (freed markets) – w odróżnieniu od rynków kapitalistycznych, obciążonych przywilejami państwowymi. Ich podejście określane jest jako lewicowy anarchizm rynkowy lub rynkowo zorientowany lewicowy libertarianizm, a jego zwolennicy łączą idee wolnego rynku i samoposiadania z postulatami antykapitalistycznymi, antykorporacyjnymi, propracowniczymi i antyimperialistycznymi oraz z liberalnym podejściem do kwestii społeczno-kulturowych.
Genealogia współczesnego lewicowego anarchizmu rynkowego, znanego również jako rynkowo zorientowany lewicowy libertarianizm, w dużej mierze pokrywa się z historią lewicowego libertarianizmu w ujęciu Steiner–Vallentyne, opisaną w książce The Origins of Left-Libertarianism. Wersja Carson–Long tego nurtu wywodzi się z XIX-wiecznego mutualizmu oraz z myśli takich autorów jak Thomas Hodgskin, przedstawiciele francuskiej szkoły liberalnej (np. Gustave de Molinari), a także amerykańscy indywidualistyczni anarchiści – Benjamin Tucker i Lysander Spooner. Choć po epoce Tuckera rynkowi libertarianie często zbliżali się do prawicy, w latach 60. XX wieku część z nich rozpoczęła dialog z nową lewicą, co położyło podwaliny pod współczesną wersję lewicowego anarchizmu rynkowego. Kierunek ten utożsamiany jest z lewicowym libertarianizmem, który łączy różnorodne podejścia polityczne, społeczne i kulturowe, kładąc nacisk zarówno na wolność jednostki, jak i na sprawiedliwość społeczną.
W przeciwieństwie do prawicowych libertarian, lewicowi libertarianie nie uznają, że samo zgłoszenie roszczenia do zasobów naturalnych lub ich przekształcenie poprzez pracę daje pełne prawo do prywatnej własności. Według nich zasoby naturalne (np. ziemia, ropa, złoto, drzewa) powinny być traktowane egalitarnie – jako wspólne dobra lub mienie nieprzypisane. Ci spośród lewicowych libertarian, którzy dopuszczają własność prywatną, opierają ją na innych normach i teoriach własności lub uznają, że właściciel powinien rekompensować korzystanie z zasobów społeczności lokalnej bądź globalnej.